# Nokia 5630 XpressMusic
Nokia 5630 XpressMusic — смартфон для сетей стандартов GSM и UMTS, является продолжением музыкальной линейки XpressMusic, его предшественник — Nokia 5320 XpressMusic, преемник не анонсирован. Телефон вместе с другими новинками был представлен компанией Nokia на Международном мобильном конгрессе, который проходил в Барселоне в феврале 2009 года.

## Описание
Телефон позиционируется производителем как недорогой смартфон с упором на музыку. Однако, из-за насыщенности ценового сегмента, в который попадает эта модель, многие операторы и дистрибьюторы отказались от его распространения. На постсоветском пространстве телефон официально сертифицирован только на Украине и в Казахстане.
Устройство поставляется со стандартным набором приложения для смартфонов Nokia — QuickOffice, просмотрщик PDF-файлов, клиент электронной почты. В телефоне имеется встроенная поддержка сервиса Ovi — обновления в сервисе (например, в приложении Chat) отображаются прямо на экране устройства. Также следует отметить, что в данной модели появилось несколько экологических приложений, позволяющих, например, определить, сколько выделили углекислого газа действия пользователя. Телефон поддерживает платформу N-Gage.

## Критика
Среди недостатков отмечают плохое качество звука при высокой громкости, отсутствие автофокуса камеры и непрактичный глянцевый пластик передней панели.

## Общие характеристики
Модель поставляется в трех цветовых вариантах:
- Nokia 5630 XpressMusic Black with red accent (Чёрный с красной рамкой)
- Nokia 5630 XpressMusic Grey with blue accent (Темно-серый с голубой рамкой)
- Nokia 5630 XpressMusic Grey with chrome accent (Темно-серый с рамкой под хром)